# Гравитационная неустойчивость

Гравитационная неустойчивость Джинса. Силам гравитационного сжатия противостоят силы давления газа. При укрупнении молекулярного облака и снижении температуры газа в нём гравитационные силы начинают превалировать над газовым давлением, что вызывает фрагментацию облака и дальнейшее уплотнение газа.

Гравитацио́нная неусто́йчивость (неустойчивость Джинса) — нарастание со временем пространственных флуктуаций скорости и плотности вещества под действием сил тяготения (гравитационных возмущений).
Гравитационная неустойчивость ведёт к образованию неоднородностей (сгустков) в первоначально однородной среде и сопровождается уменьшением гравитационной энергии системы, переходящей в кинетическую энергию сжимающегося вещества, которая, в свою очередь, может переходить в тепловую энергию и излучение.
Гравитационная неустойчивость играет главную роль в ряде фундаментальных физических процессов во Вселенной: от физики аккреционных дисков, процессов звездообразования, зарождения планетных систем, галактик и их скоплений до формирования крупномасштабной структуры Вселенной.

## История
Идея о гравитационной нестабильности однородной среды была впервые высказана Исааком Ньютоном в переписке с Ричардом Бентли в 1692—1693 годах, причём Ньютон высказал предположение, что такая неустойчивость может являться причиной звёздообразования и формирования планет:

«Однако материя при падении могла бы собираться в множество круглых масс, наподобие тел планет, а те, притягивая друг друга, могли бы обрести наклонность спуска и в результате падать не на большое центральное тело, а в стороне от него, и, описав вокруг него полукруг, снова начать подниматься теми же шагами и ступенями движения и скорости, какими до того они опускались, на манер комет, обращающихся вокруг Солнца.»

Разработка количественной теории гравитационной неустойчивости началась работами Джеймса Джинса, рассмотревшего в статье «Стабильность сферической туманности» (1902 г.) количественную теорию гравитационной нестабильности самотяготеющего газового облака. В дальнейшем теория гравитационной неустойчивости была расширена как на различные типы противодействующих самогравитации сил (давление газа и излучения, магнитные поля, центробежные силы во вращающихся системах), так и на различные геометрические конфигурации: однородную среду (проблема происхождения галактик и скоплений), плоский слой, осесимметричные системы с неоднородностями по радиусу, диски.

## Теория гравитационной неустойчивости Джинса
Качественно гравитационная неустойчивость объясняется тем, что силам тяготения газового облака противодействует упругость газа (градиент давления газа, сила барического градиента), при этом силы тяготения прямо пропорциональны размеру газового облака, а сила барического градиента — обратно пропорциональна его размеру. Следствием этого является существование критического размера газового облака (или сгустка в газовом облаке) {\displaystyle r_{crit}}, ниже которого силы упругости преобладают над силами гравитации и облако рассеивается. Расширение сгустка повышенной плотности в окружающие его области приводит к возникновению колебаний, распространяющихся со скоростью звука в окружающую его газовую среду. В свою очередь, когда размер облака превышает {\displaystyle r_{crit}}, преобладающей становится сила тяготения и облако сжимается. Таким образом, газовая среда устойчива по отношению к конденсации в небольшие сгустки и неустойчива по отношению к распаду на сгустки больши́х размеров.
Джинс рассмотрел случай равномерно распределённого в пространстве покоящегося газа, давление которого везде постоянно.
Если выделить в таком пространстве сферическую область радиусом {\displaystyle r} и предположить, что эта область претерпела сжатие с начального объёма {\displaystyle V} до объёма {\displaystyle (1-\alpha )V}, где {\displaystyle \alpha \ll 1}, то пертурбация плотности {\displaystyle \delta \rho \approx \alpha \rho _{0}} и пертурбация давления — {\displaystyle \delta p\approx {\frac {dp}{d\rho _{0}}}\alpha \rho _{0}}.
Пертурбация давления определяется адиабатической сжимаемостью газа, и, с учётом соотношения скорости звука {\displaystyle a_{s}} и адиабатической сжимаемости при данной плотности,  может быть выражена через скорость звука: {\displaystyle \delta p\approx \alpha {a_{s}}^{2}\rho _{0}}.
Если перейти к силам на единицу массы, то дополнительная сила упругости {\displaystyle F_{p}}, обусловленная пертурбацией давления {\displaystyle \delta p}:
{\displaystyle F_{p}=\nabla (\delta p)/\rho _{0}\approx \delta p/(\rho _{0}r)\approx \alpha {a_{s}}^{2}/r}
(в приближении градиента давления {\displaystyle 1/r}).
В то же время дополнительная сила тяготения {\displaystyle F_{G}}, обусловленная пертурбацией плотности для массы, заключённой в рассматриваемом объёме {\displaystyle M={\frac {4}{3}}\pi \rho _{o}r^{3}}:
{\displaystyle F_{G}\approx GM\alpha /r^{2}\approx G\rho _{0}r\alpha }.
Если сравнить зависимость значения {\displaystyle F_{G}} и {\displaystyle F_{p}} от масштаба, то оказывается, что гравитационные силы пропорциональны размеру {\displaystyle r} газового сгустка, в то время как силы упругости, определяемые градиентом давления в газе, пропорциональны {\displaystyle 1/r}. Вследствие этого при больших {\displaystyle r} сила тяготения преобладает над силами упругости и сгусток сжимается. При небольших размерах сгустка картина обратная: силы упругости преобладают над силами тяготения — и при флуктуациях плотности небольшого размера образовавшиеся сгустки расширяются, порождая колебания, распространяющиеся со скоростью звука в среде, то есть силы давления газа не могут компенсировать силы тяготения в однородной среде при достаточно больших масштабах.
Таким образом, для заданных параметров изотропной упругой среды (с учётом только давления газа) существует критический размер {\displaystyle r_{crit}} области, для которого {\displaystyle F_{G}=F_{p}}; в областях размера ниже критического возмущения релаксируют, а выше которого — усиливаются — длина волны Джинса:
{\displaystyle r_{crit}\approx a_{s}{\sqrt {\frac {\pi }{G\rho }}}},
где {\displaystyle a_{s}} — скорость звука в среде и {\displaystyle \rho } — плотность среды.
В пределе для {\displaystyle r\ggg r_{crit}} упругость газа пренебрежимо мала по сравнению с силами тяготения и сжатие приобретает характер свободного падения к центру конденсации. Возмущения больших масштабов {\displaystyle r\gg r_{crit}} нарастают во времени экспоненциально {\displaystyle \sim \exp(\omega t)}, скорость возмущения зависит от плотности среды {\displaystyle \omega \sim {\sqrt {G\rho }}}.

## Масса Джинса и процессы звездообразования
С длиной волны Джинса связана и масса Джинса — масса, заключённая в объёме {\displaystyle r_{crit}}:
{\displaystyle M_{j}\sim \rho r_{crit}^{3}}
Этот параметр имеет важное значение в рассмотрении процесса звездообразования в межзвёздных газопылевых облаках; масса Джинса определяет верхний предел стабильности таких облаков. В случае массивных облаков, то есть если масса облака существенно превышает массу Джинса, вследствие усиления флуктуаций плотности образуются области конденсации, начинающие коллапсировать независимо — происходит фрагментация облака.
Вместе с тем, поскольку длина волны Джинса зависит от скорости звука в среде, в свою очередь являющейся функцией температуры {\displaystyle a_{s}\sim (kT/m)^{1/2}}, масса Джинса зависит от температуры среды:
{\displaystyle M_{j}\sim \rho r_{crit}^{3}\sim \rho ({\frac {kT}{G\rho m}})^{3/2}\propto T^{3/2}\rho ^{-1/2},}
где {\displaystyle m} — молекулярная масса;
{\displaystyle T} — температура;
{\displaystyle k} — постоянная Больцмана.
Эта зависимость массы Джинса от температуры и плотности во многом определяет дальнейшую эволюцию коллапса фрагментов. Судьба выделяющейся при гравитационном коллапсе энергии зависит от оптических свойств коллапсирующего фрагмента: в случае, когда фрагмент прозрачен, энергия из коллапсирующей области эффективно уносится излучением — особенно в случае наличия в составе облака пылевых частиц либо относительно тяжёлых атомов (углерод), переизлучающих в инфракрасной области и являющихся вследствие этого эффективным «холодильником». Сжатие таких прозрачных фрагментов становится неадиабатическим и протекает в режиме, близком к изотермическому.
Поскольку масса Джинса с ростом плотности уменьшается ({\displaystyle M_{j}\propto \rho ^{-1/2}}), то в таком «охлаждаемом» фрагменте или облаке, в свою очередь, могут образовываться новые области конденсации — этот механизм ответственен за «массовое» звездообразование с формированием звёздных ассоциаций.
При дальнейшем сжатии с ростом плотности и потере прозрачности сжатие становится адиабатическим, температура начинает расти, что, в свою очередь, ведёт к увеличению при данной плотности массы Джинса и предотвращению дальнейшей фрагментации образующейся протозвезды.

## Гравитационная неустойчивость в космологии
В общем случае поведение идеального газа с плотностью {\displaystyle \rho }, давлением {\displaystyle p}, удельной энтропией {\displaystyle S} и полем скоростей {\displaystyle \mathbf {v} } в поле тяготения {\displaystyle \varphi } описывается уравнением Пуассона:
{\displaystyle {\nabla }^{2}\varphi =4\pi G\rho ,}
где {\displaystyle \varphi } — гравитационный потенциал;
{\displaystyle G} — гравитационная постоянная,
уравнением Эйлера:
{\displaystyle {\frac {\partial \mathbf {v} }{\partial t}}+\left(\mathbf {v} \cdot \nabla \right)\mathbf {v} +{\frac {1}{\rho }}\nabla p+\nabla \varphi =\mathbf {0} }
(уравнение движения идеальной сжимаемой жидкости или газа в поле тяготения),
уравнением непрерывности потока:
{\displaystyle {\partial \rho  \over \partial t}+\nabla \cdot (\rho \mathbf {v} )=0.}
Энтропия при этом постоянна (адиабатический или изоэнтропический процесс при условии отсутствия ударных волн):
{\displaystyle {\frac {\partial S}{\partial t}}+\left(\mathbf {v} \cdot \nabla \right)S=0.}
В начальном, невозмущённом состоянии, газ находится в состоянии покоя {\displaystyle \mathbf {v} =0}, однороден {\displaystyle \rho =\rho _{0}=const}, {\displaystyle S=S_{0}=const} и его давление одинаково во всем пространстве {\displaystyle p=p(\rho _{0},S_{0})=const}.
Серьёзным затруднением в допущении Джинса являлось то, что из уравнения Эйлера при нулевых скоростях и градиентах давления следует, что для гравитационного потенциала {\displaystyle \nabla \varphi _{0}=\mathbf {0} }, в то время как уравнение Пуассона требует {\displaystyle {\nabla }^{2}\varphi _{0}=4\pi G\rho } — что выполнимо лишь при {\displaystyle \rho _{0}=0} (см. также гравитационный парадокс).
Физическим смыслом этого противоречия является то, что бесконечная изотропная среда, заполненная газом, не может находиться в статическом равновесии.
Вместе с тем при переменной плотности это противоречие снимается, то есть однородное решение должно быть нестационарным, с изменяющейся во времени плотностью — в случае, когда плотность является функцией времени и определяется космологическими параметрами, решение Джинса может служить достаточно хорошим приближением в нестационарной космологической модели, в которой расширение или сжатие однородно заполняющей пространство материи происходит в соответствии с законом Хаббла.
В отличие от стационарного решения Джинса, в нестационарных моделях изменение со временем плотности и скорости звука ведёт к изменению длины волны Джинса и в этом случае возмущения среднего масштаба растут уже не по экспоненциальному, а по степенному закону. Во Вселенной с доминированием нерелятивистского вещества (давление значительно меньше плотности кинетической энергии) возмущения плотности при её расширении растут по закону {\displaystyle \delta \rho /\rho \sim t^{2/3}}, при сжатии — по закону {\displaystyle \delta \rho /\rho \sim t^{-1}}; во Вселенной с доминированием релятивистского вещества (давление порядка плотности кинетической энергии) возмущения плотности при расширении растут по закону {\displaystyle \delta \rho /\rho \sim t}.
Если в настоящее время плотность определяется нерелятивистским веществом, то, согласно модели горячей Вселенной на начальных стадиях расширения плотность определялась ультрарелятивистским веществом и любые флуктуации плотности вследствие гравитационной неустойчивости должны были усиливаться по закону {\displaystyle \delta \rho /\rho \sim t}. Однако в этом случае уже на ранних стадиях расширения должны возникнуть крупномасштабные неоднородности, существенно нарушающие относительную изотропность распределения материи во Вселенной, что не согласуется с наблюдаемой картиной изотропности реликтового излучения. Эта проблема решается в рамках инфляционной модели Вселенной со стадией экспоненциального расширения — неоднородности вследствие гравитационной неустойчивости, ведущие к образованию иерархической крупномасштабной структуры Вселенной, развиваются по окончании инфляционной стадии.

## Проблема происхождения вращения в космологии
Наблюдаемое вещество во Вселенной (галактики, звёздные скопления, звёзды, планетарные системы и планеты), находится, как правило, во вращении. Объяснение происхождения такого вращения сталкивается с серьёзными трудностями. В теории Джинса гравитационная неустойчивость приводит к росту только продольных (безвихревых) возмущений. Вследствие этого возникло предположение, что вращение вещества во Вселенной существовало изначально («гипотеза фотонных вихрей» Г.А. Гамова), а наблюдаемое в настоящее время вращение галактик рассматривается как реликтовое, доставшееся по наследству от фотонных вихрей. Наряду с такой гипотезой, выглядящей довольно искусственной, выдвигалась идея возникновения вращения протогалактик в результате действия приливных сил. А согласно «ударной теории» вращение галактик могло стать результатом взаимодействия асимметричных протогалактик с ударной волной, которая должна возникнуть в момент рекомбинации в остывающей Вселенной.
Трудность решения проблемы происхождения вращения во Вселенной является прямым следствием теоремы Гельмгольца-Кельвина, согласно которой изначально безвихревое движение идеального газа не может стать вихревым в результате действия потенциальной силы гравитации (см. уравнение вихря). Однако оказалось, что в турбулентном газе такой запрет отсутствует. В этой связи возникла потребность пересмотра теории Джинса, в результате чего в проблеме происхождения вращения объектов во Вселенной возникло новое направление.